# José Antonio Nava Iglesias
José Antonio Nava Iglesias es un escultor español nacido en Oviedo en 1951.
José Antonio Nava Iglesias estudió en la Escuela de Artes Aplicadas de Oviedo entre 1968 y 1972, completando sus estudios en la de Bellas Artes de Bilbao, de 1972 a 1973, en la Escuela Superior de Bellas Artes de San Fernando de Madrid entre 1975 y 1979.
La mayor parte de su obra está en Asturias, ya que el autor está profundamente unido a su tierra natal.
Su carrera como docente en la Escuela de Artes y Oficios de Oviedo, que inicia a partir de 1981, así como su carácter perfeccionista e individualista le ha llevado a realizar muy pocas exposiciones y escasas apariciones en galerías de arte o museos.
Pese a ello es muy destaca su participación en las esculturas urbanas de la propia ciudad de Oviedo, donde ha realizado diversas obras de notable interés, utilizando diversos materiales (bronce, la piedra) y lenguajes (la abstracción y la figuración más clásica). También se ha sentido atraído por el estudio del espacio, lo cual queda reflejado en obras como el "Monumento a Ramón Pérez de Ayala" o sus soluciones clásicas, como en el "Monumento a Rafael del Riego". Se puede observar un cambio en su propio lenguaje en la obra "La Dama del balcón", en donde experimenta con una figuración libre del cuerpo femenino la cual es una escultura desproporcionada, hostil a la vista y parece que el escultor no acaba de entender los perfiles de la escultura como un todo "Ha cogido un bloque cuadrado y ha hecho como cuatro relieves" dijo un transeúnte cuando la vio.

## Actividad artística

### Exposiciones individuales
- 1979. Galería Tassili, Oviedo.[1][2]
- 1982. Museo de Bellas Artes de Asturias. Oviedo.[2]

### Exposiciones colectivas
- 1973. Galería Tassili, Oviedo.[1]
- 1975. “Arte en Asturias”, Avilés.  Banco de Fomento, Oviedo.[1]
- Sin fecha:      I Concurso de Escultura “Corte Inglés”, Bilbao;  I Concurso “Castellblanch”, Valladolid;  II Bienal de Escultura, Zaragoza;  Concurso de Autopistas del Mediterráneo, Barcelona.[1]

### Obras públicas en Oviedo
- "Monumento a Ramón Pérez de Ayala", 1980, Paseo Antonio García Oliveros, Oviedo.[1][2]
- "Monumento a los Hacendistas asturianos", 1980, Calle Alférez Provisional, Oviedo.[1][2]
- "Homenaje a Simón Bolívar", 1983, Campillín, Oviedo.[1][2]
- "Monumento a Rafael del Riego", 1993, Plaza de Rafael del Riego, Oviedo, a petición de los Ayuntamientos de Oviedo y Tineo y del RIDEA, colocado en la plaza dedicada al general tinetense.[1][2]
- "La Dama del balcón", 2003, Parque del Oeste, Oviedo.[1][2]

Obras en Oviedo
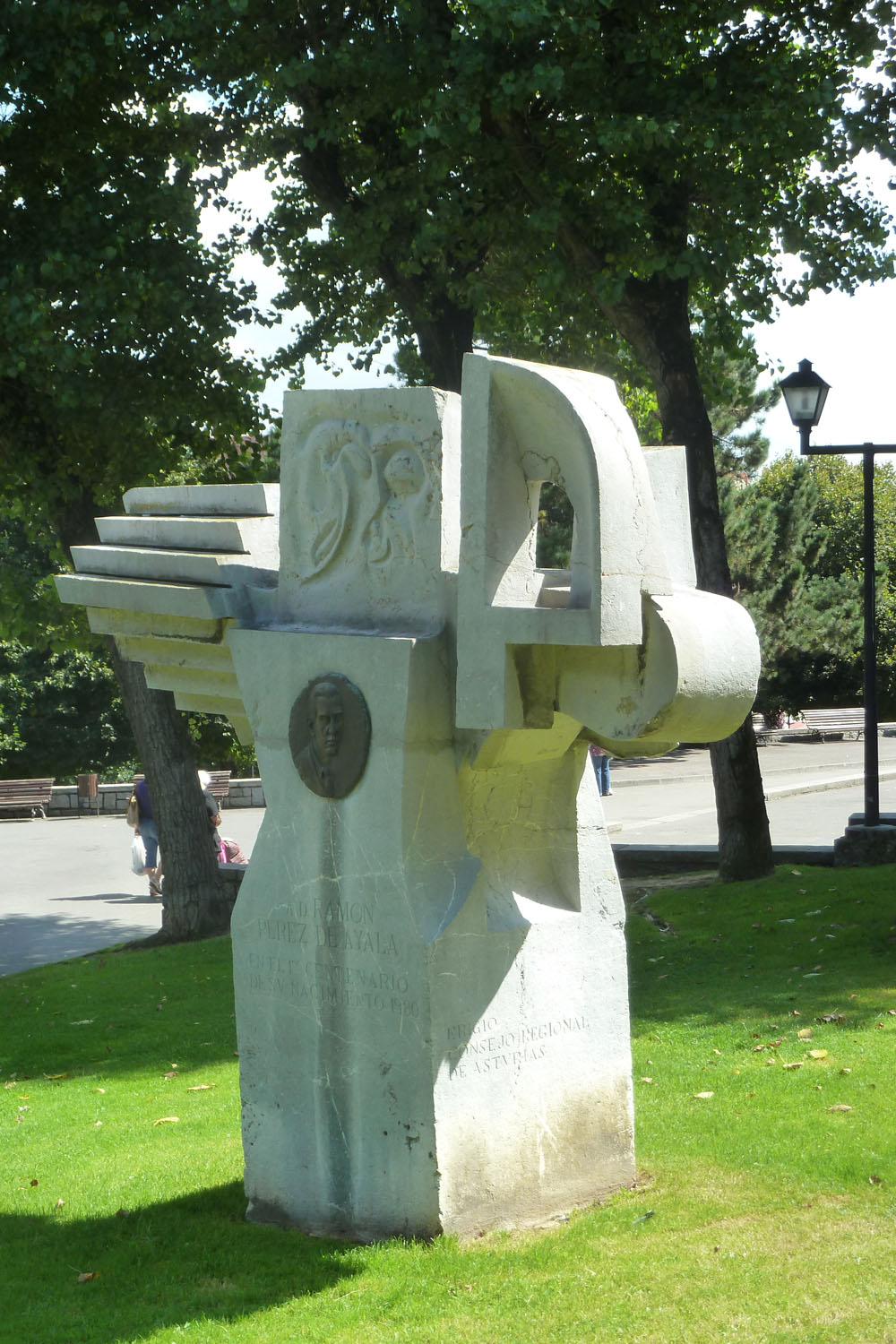
Monumento a Ramón Pérez de Ayala (1980)
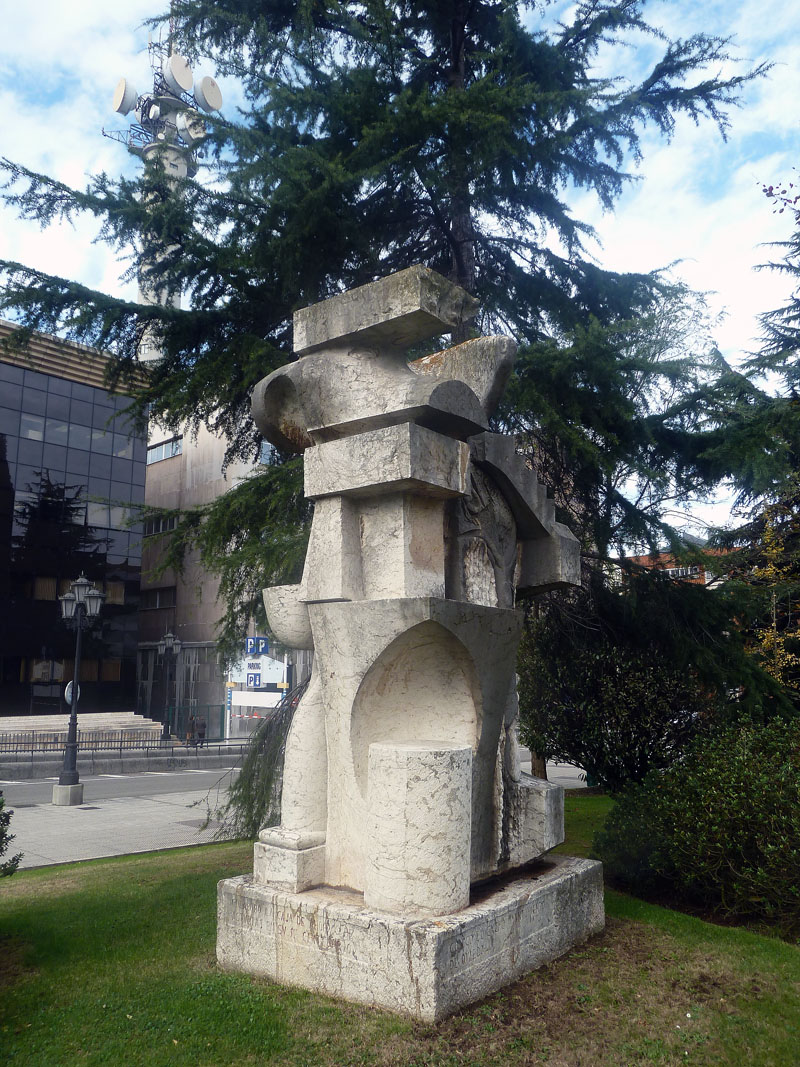
Monumento a los hacendistas asturianos (1980)
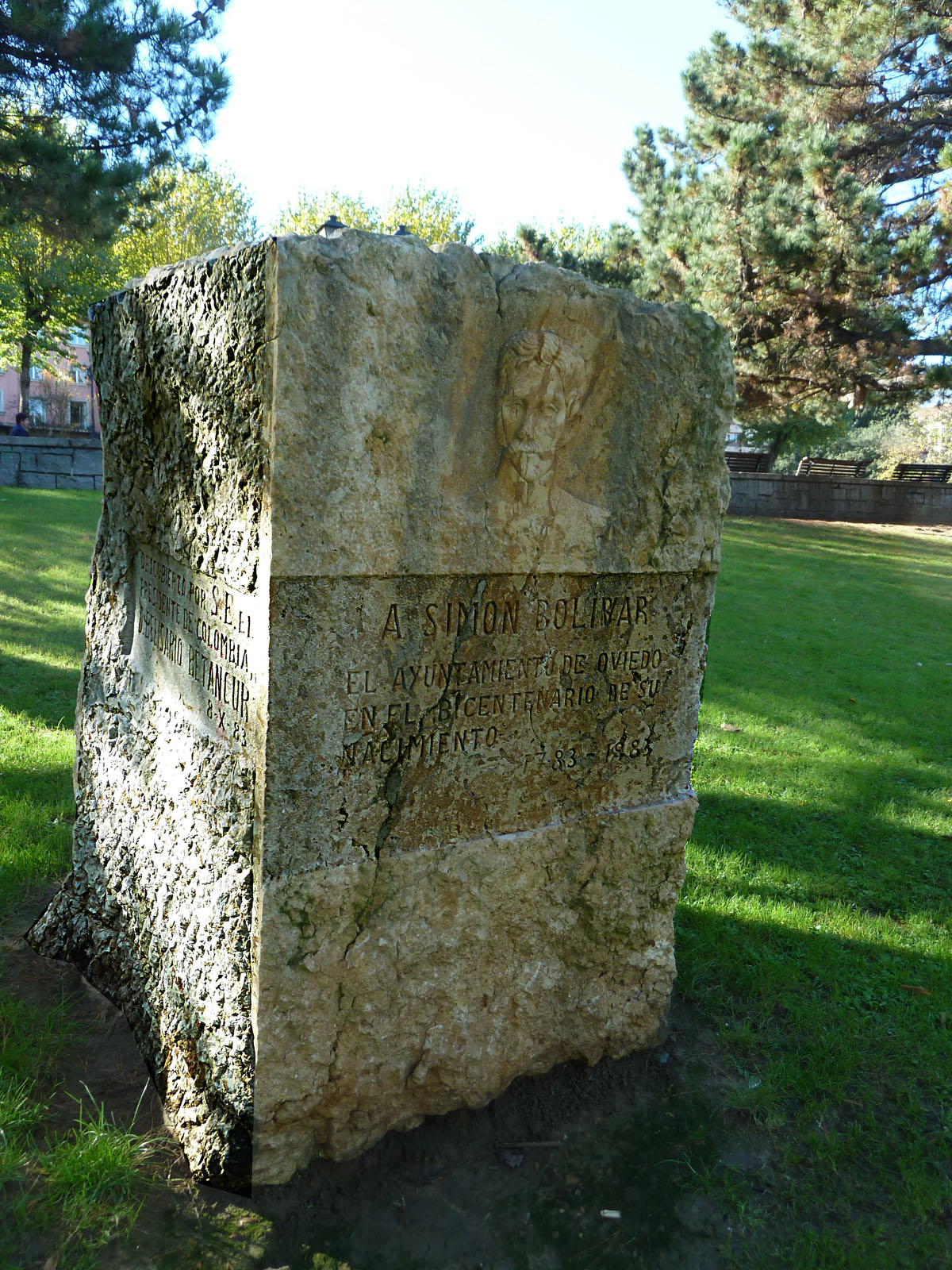
Homenaje a Simón Bolívar (1983)
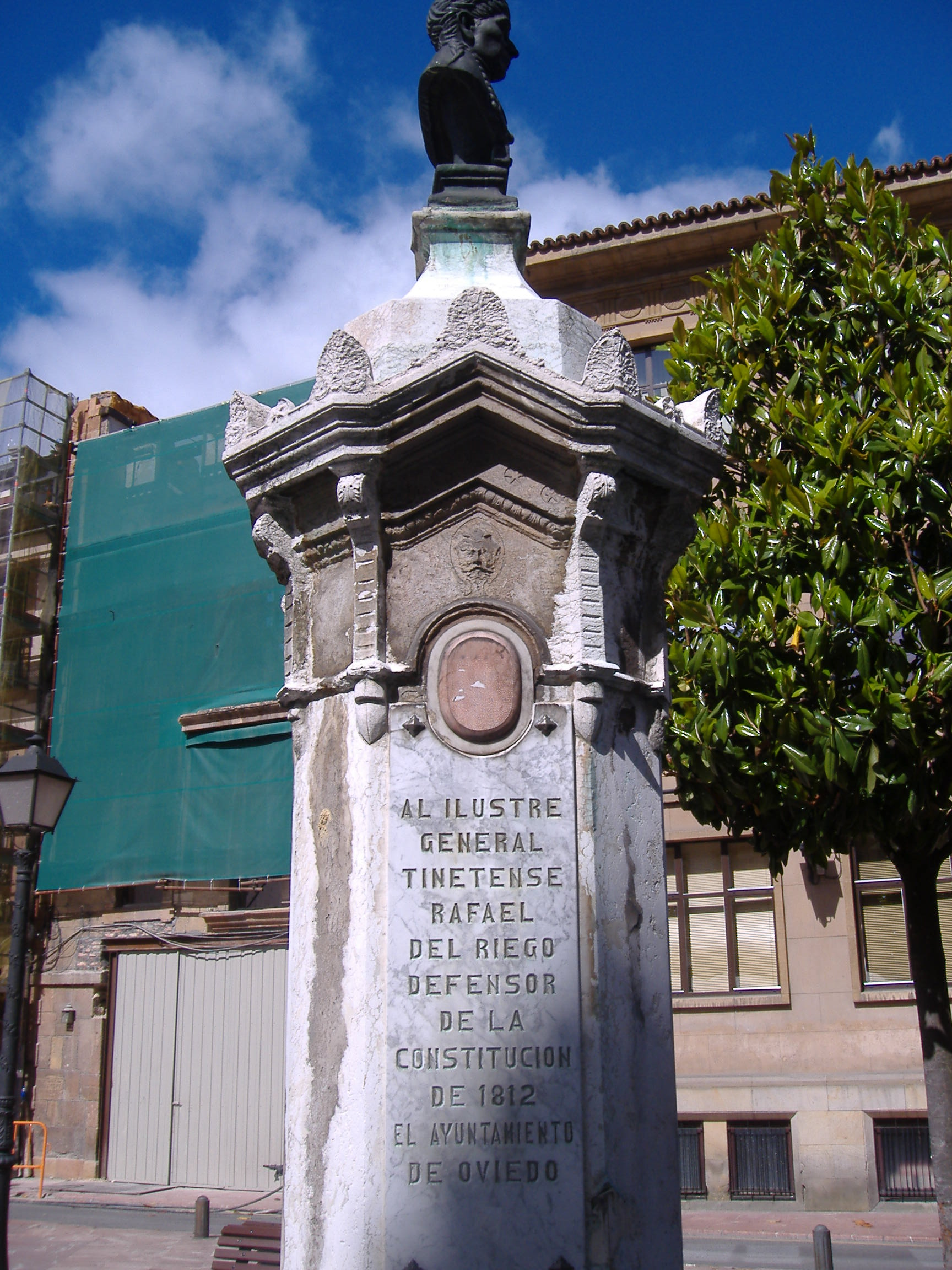
Vista lateral del monumento a Rafael del Riego (1993)
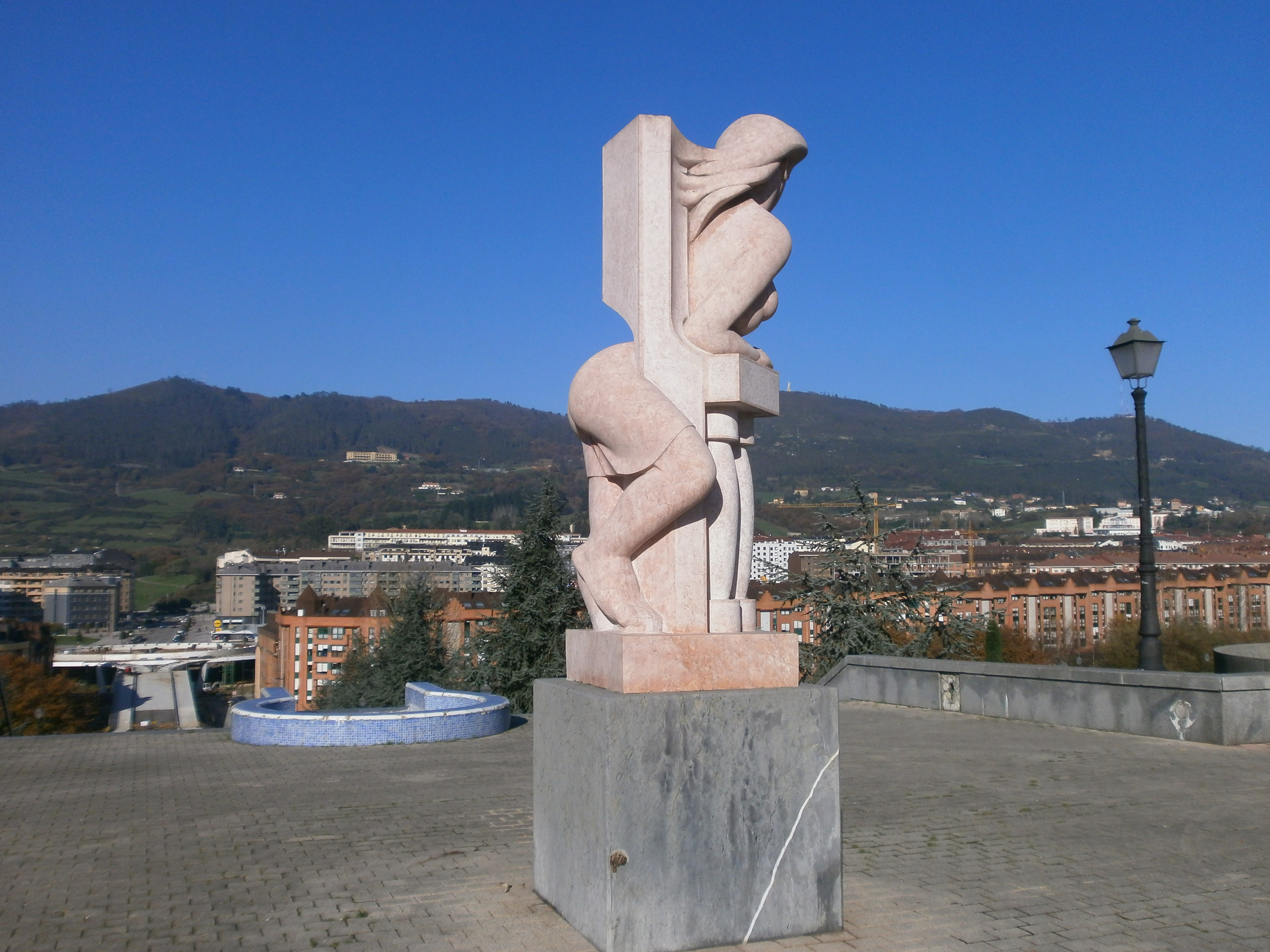
La Dama del balcón (2003)

### Obras en museos y otras instituciones
- Montaje del Sagrado Corazón del Naranco, 1980, Oviedo.[1][2]

### Obra religiosa
- Virgen de la Ascensión y Cristo, cementerio de Lieres, Lieres, Asturias.[1]